# Теорема Чэня

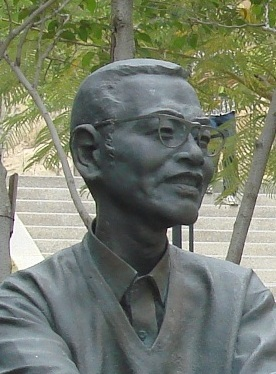
Чэнь Цзинжунь

Теорема Чэня — утверждение в теории чисел, согласно которому любое достаточно большое чётное число может быть записано либо в виде суммы двух простых чисел, либо в виде суммы простого числа и полупростого числа (произведения двух простых). Впервые опубликована китайским математиком Чэнь Цзинжунем в 1966 году, точное и полное доказательство вышло в 1973 году.
Результат имеет большое значение для решения проблемы Гольдбаха.
Простое число Чэня — простое число {\displaystyle p}, для которого {\displaystyle p+2} — простое, либо полупростое. 